# Modulació d'amplitud de pols

Principi de PAM: (1) senyal original, (2) senyal PAM, (a) amplitud del senyal, (b) temps

La modulació d'amplitud de pols (amb acrònim anglès PAM) és una forma de modulació del senyal on la informació del missatge es codifica en l'amplitud d'una sèrie de polsos de senyal. És un esquema de modulació de polsos analògic en què les amplituds d'un tren de polsos portadors varien segons el valor de mostra del senyal del missatge. La demodulació es realitza detectant el nivell d'amplitud del portador en cada període.
Hi ha dos tipus de modulació d'amplitud de pols:
- En PAM d'una sola polaritat, s'afegeix un biaix de CC fix adequat al senyal per assegurar-se que tots els polsos són positius.
- En PAM de doble polaritat, els polsos són tant positius com negatius.

La modulació d'amplitud de pols s'utilitza àmpliament en la modulació de la transmissió del senyal de dades digitals, amb aplicacions que no són de banda base que s'han substituït en gran manera per modulació de codi de pols i, més recentment, per modulació de posició de pols.
El nombre d'amplituds de pols possibles en PAM analògic és teòricament infinit. El PAM digital redueix el nombre d'amplituds de pols a una potència de dos. Per exemple, en PAM de 4 nivells n'hi ha {\displaystyle 2^{2}} possibles amplituds de pols discretes; en PAM de 8 nivells n'hi ha {\displaystyle 2^{3}} possibles amplituds de pols discretes; i en PAM de 16 nivells n'hi ha {\displaystyle 2^{4}} possibles amplituds de pols discretes.